# Domèvre-sur-Durbion
Domèvre-sur-Durbion település Franciaországban, Vosges megyében. Lakosainak száma 266 fő (2022. január 1.). Domèvre-sur-Durbion Pallegney, Zincourt, Badménil-aux-Bois, Bayecourt, Hadigny-les-Verrières és Thaon-les-Vosges községekkel határos.

## Népesség
A település népességének változása:
| Lakosok száma | 290  | 283  | 288  | 267  | 271  | 265  | 264  | 265  | 266  |
|               | 2013 | 2015 | 2016 | 2017 | 2018 | 2019 | 2020 | 2021 | 2022 |